# برمودا (برنامه تلویزیونی)
برمودا یک برنامهٔ گفت‌وگو محور (تاک شو) است که «محسن نجفی سولاری» تهیه‌کنندگی و  کارگردانی فصل اول آن را بر عهده دارد و همچنین «کامران شهریوری» به‌عنوان تهیه کننده و مدیر تولید، در فصل اول این برنامه را همراهی می‌کند. «کامران نجف‌زاده»، میزبانی برنامه و همچنین سرپرستی گروه نویسندگان را برعهده دارد.
اولین قسمت برنامهٔ برمودا، شنبه ۳۰ دی ماه ۱۴۰۲ از شبکهٔ نسیم پخش شد. میهمان اولین قسمت، مهدی تاج، رئیس فدراسیون فوتبال ایران بود. فصل دوم برنامهٔ برمودا، یکشنبه ۸ دی ماه ۱۴۰۳ با مهمانی رضا ناجی پخش شد.

## مهمانان برمودا[۴]

### فصل اول
| قسمت | میهمان                            | تاریخ پخش        | مدت      |
| ---- | --------------------------------- | ---------------- | -------- |
| ۱    | مهدی تاج                          | ۳۰ دی ۱۴۰۲       | ۳۲ دقیقه |
| ۲    | اسدالله یکتا                      | ۱ بهمن ۱۴۰۲      | ۴۹ دقیقه |
| ۳    | محمدرضا حیاتی                     | ۲ بهمن ۱۴۰۲      | ۴۹ دقیقه |
| ۴    | ابوالفضل پورعرب                   | ۷ بهمن ۱۴۰۲      | ۴۵ دقیقه |
| ۵    | قدرت‌الله ایزدی                    | ۸ بهمن ۱۴۰۲      | ۴۳ دقیقه |
| ۶    | ناصر ممدوح                        | ۹ بهمن ۱۴۰۲      | ۴۰ دقیقه |
| ۷    | امیرحسین مدرس                     | ۱۴ بهمن ۱۴۰۲     | ۵۰ دقیقه |
| ۸    | مریم کاویانی                      | ۱۵ بهمن ۱۴۰۲     | ۳۹ دقیقه |
| ۹    | ناصر فیض                          | ۲۱ بهمن ۱۴۰۲     | ۶۳ دقیقه |
| ۱۰   | علی‌اکبر صالحی                     | ۲۲ بهمن ۱۴۰۲     | ۷۱ دقیقه |
| ۱۱   | محمد اصغری                        | ۲۳ بهمن ۱۴۰۲     | ۵۵ دقیقه |
| ۱۲   | احمد مجدزاده                      | ۲۸ بهمن ۱۴۰۲     | ۵۳ دقیقه |
| ۱۳   | خسرو معتضد                        | ۲۹ بهمن ۱۴۰۲     | ۴۶ دقیقه |
| ۱۴   | عباسعلی کدخدایی                   | ۳۰ بهمن ۱۴۰۲     | ۵۵ دقیقه |
| ۱۵   | نادر قاضی‌پور                      | ۶ اسفند ۱۴۰۲     | ۴۸ دقیقه |
| ۱۶   | یوسفعلی میرشکاک                   | ۷ اسفند ۱۴۰۲     | ۵۰ دقیقه |
| ۱۷   | علی فتح‌الله‌زاده                   | ۱۲ اسفند ۱۴۰۲    | ۶۲ دقیقه |
| ۱۸   | مصطفی کواکبیان                    | ۱۳ اسفند ۱۴۰۲    | ۴۹ دقیقه |
| ۱۹   | بهروز افخمی                       | ۱۴ اسفند ۱۴۰۲    | ۶۴ دقیقه |
| ۲۰   | حبیب احمدزاده                     | ۱۹ اسفند ۱۴۰۲    | ۶۷ دقیقه |
| ۲۱   | نجم‌الدین شریعتی                   | ۲۰ اسفند ۱۴۰۲    | ۶۳ دقیقه |
| ۲۲   | مریم اسلامی                       | ۲۶ اسفند ۱۴۰۲    | ۶۷ دقیقه |
| ۲۳   | مهدی فخیم‌زاده                     | ۲۷ اسفند ۱۴۰۲    | ۷۰ دقیقه |
| ۲۴   | ایرج حسابی                        | ۲۸ اسفند ۱۴۰۲    | ۵۱ دقیقه |
| ۲۵   | منوچهر آذری                       | ۴ فروردین ۱۴۰۳   | ۵۲ دقیقه |
| ۲۶   | مهدی میرجلیلی و حمید بهزادپور     | ۵ فروردین ۱۴۰۳   | ۶۰ دقیقه |
| ۲۷   | فرامرز خودنگاه و آیدین ختایی      | ۶ فروردین ۱۴۰۳   | ۵۰ دقیقه |
| ۲۸   | محمدحسین پویانفر                  | ۱۱ فروردین ۱۴۰۳  | ۴۹ دقیقه |
| ۲۹   | حامد عسکری                        | ۱۲ فروردین ۱۴۰۳  | ۵۵ دقیقه |
| ۳۰   | سیدمحمد حسینی(خبرنگار صدا و سیما) | ۱۳ فروردین ۱۴۰۳  | ۶۰ دقیقه |
| ۳۱   | بهرام عظیمی                       | ۱۸ فروردین ۱۴۰۳  | ۶۵ دقیقه |
| ۳۲   | محمدحسین لطیفی                    | ۱۹ فروردین ۱۴۰۳  | ۶۹ دقیقه |
| ۳۳   | دکتر سید علیرضا مرندی             | ۲۰ فروردین ۱۴۰۳  | ۶۰ دقیقه |
| ۳۴   | محمود دینی                        | ۲۵ فروردین ۱۴۰۳  | ۴۹ دقیقه |
| ۳۵   | حسن پاجانی و پارسا رسولی          | ۲۶ فروردین ۱۴۰۳  | ۵۳ دقیقه |
| ۳۶   | ژیلا صادقی                        | ۲۷ فروردین ۱۴۰۳  | ۵۲ دقیقه |
| ۳۷   | مجید قناد                         | ۱ اردیبهشت ۱۴۰۳  | ۶۷ دقیقه |
| ۳۸   | حسین طیبی                         | ۲ اردیبهشت ۱۴۰۳  | ۶۸ دقیقه |
| ۳۹   | مسعود ده‌نمکی                      | ۳ اردیبهشت ۱۴۰۳  | ۶۶ دقیقه |
| ۴۰   | حسین طالبیان                      | ۸ اردیبهشت ۱۴۰۳  | ۶۹ دقیقه |
| ۴۱   | دکتر عبدالحسین شاهوردی            | ۹ اردیبهشت ۱۴۰۳  | ۶۶ دقیقه |
| ۴۲   | دکتر امیراسماعیل آذر              | ۱۰ اردیبهشت ۱۴۰۳ | ۷۴ دقیقه |
| ۴۳   | صادق آهنگران                      | ۱۵ اردیبهشت ۱۴۰۳ | ۶۲ دقیقه |
| ۴۴   | محمدرضا طالقانی                   | ۱۶ اردیبهشت ۱۴۰۳ | ۶۸ دقیقه |
| ۴۵   | غلامعلی افروز                     | ۲۲ اردیبهشت ۱۴۰۳ | ۷۲ دقیقه |
| ۴۶   | محسن زنگنه                        | ۲۹ اردیبهشت ۱۴۰۳ | ۷۱ دقیقه |
| ۴۷   | حبیب‌الله سیاری                    | ۵ خرداد ۱۴۰۳     | ۶۸ دقیقه |
| ۴۸   | علی‌اصغر پورمحمدی                  | ۷ خرداد ۱۴۰۳     | ۶۵ دقیقه |
| ۴۹   | حسین خواجه‌امیری                   | ۱۹ خرداد ۱۴۰۳    | ۵۷ دقیقه |
| ۵۰   | سید عزت‌الله ضرغامی                | ۲۰ خرداد ۱۴۰۳    | ۶۸ دقیقه |
| ۵۱   | جواد انصافی و امیر پارسی          | ۲۱ خرداد ۱۴۰۳    | ۷۷ دقیقه |

### فصل دوم
| قسمت | میهمان                       | تاریخ پخش        | مدت      |
| ---- | ---------------------------- | ---------------- | -------- |
| ۱    | رضا ناجی                     | ۸ دی ۱۴۰۳        | ۴۷ دقیقه |
| ۲    | دکتر مژگان عباسلو            | ۹ دی ۱۴۰۳        | ۵۸ دقیقه |
| ۳    | علی کفاشیان                  | ۱۰ دی ۱۴۰۳       | ۴۹ دقیقه |
| ۴    | ابراهیم تهامی                | ۱۵ دی ۱۴۰۳       | ۴۳ دقیقه |
| ۵    | بهمن حسین‌پور                 | ۱۶ دی ۱۴۰۳       | ۵۸ دقیقه |
| ۶    | مهدی دانشمند                 | ۱۷ دی ۱۴۰۳       | ۶۳ دقیقه |
| ۷    | پژمان درستکار                | ۲۲ دی ۱۴۰۳       | ۴۹ دقیقه |
| ۸    | جلال ملکی                    | ۲۳ دی ۱۴۰۳       | ۴۸ دقیقه |
| ۹    | محمدرضا شریفی نیا            | ۲۴ دی ۱۴۰۳       | ۶۵ دقیقه |
| ۱۰   | محمد شهریاری                 | ۲۹ دی ۱۴۰۳       | ۵۲ دقیقه |
| ۱۱   | سیما فردوسی                  | ۳۰ دی ۱۴۰۳       | ۵۳ دقیقه |
| ۱۲   | علیرضا افتخاری               | ۱ بهمن ۱۴۰۳      | ۵۸ دقیقه |
| ۱۳   | علی درخور و سیدمهدی سجادی    | ۷ بهمن ۱۴۰۳      | ۴۶ دقیقه |
| ۱۴   | سامان گلریز                  | ۸ بهمن ۱۴۰۳      | ۵۵ دقیقه |
| ۱۵   | شیوا بحیرایی                 | ۱۳ بهمن ۱۴۰۳     | ۳۶ دقیقه |
| ۱۶   | محمد دلاوری                  | ۱۴ بهمن ۱۴۰۳     | ۵۸ دقیقه |
| ۱۷   | بهزاد فراهانی                | ۱۵ بهمن ۱۴۰۳     | ۵۲ دقیقه |
| ۱۸   | جواد قارایی                  | ۲۰ بهمن ۱۴۰۳     | ۵۶ دقیقه |
| ۱۹   | افشین علا                    | ۲۲ بهمن ۱۴۰۳     | ۵۳ دقیقه |
| ۲۰   | فرشته کریمی                  | ۲۷ بهمن ۱۴۰۳     | ۵۵ دقیقه |
| ۲۱   | علیرضا بدیع                  | ۲۸ بهمن ۱۴۰۳     | ۴۹ دقیقه |
| ۲۲   | سعید سهیلی                   | ۲۹ بهمن ۱۴۰۳     | ۵۷ دقیقه |
| ۲۳   | آشا محرابی                   | ۴ اسفند ۱۴۰۳     | ۴۵ دقیقه |
| ۲۴   | بیژن عبدالکریمی              | ۵ اسفند ۱۴۰۳     | ۵۲ دقیقه |
| ۲۵   | فیروز کریمی                  | ۶ اسفند ۱۴۰۳     | ۵۱ دقیقه |
| ۲۶   | فرزاد جمشیدی                 | ۱۱ اسفند ۱۴۰۳    | ۵۵ دقیقه |
| ۲۷   | مجید مظفری                   | ۱۲ اسفند ۱۴۰۳    | ۵۳ دقیقه |
| ۲۸   | فرزانه صادق مالواجرد         | ۱۳ اسفند ۱۴۰۳    | ۵۶ دقیقه |
| ۲۹   | جواد فروغی                   | ۱۸ اسفند ۱۴۰۳    | ۵۵ دقیقه |
| ۳۰   | بهروز کریمی                  | ۱۹ اسفند ۱۴۰۳    | ۴۹ دقیقه |
| ۳۱   | مریم شیرزاد                  | ۲۰ اسفند ۱۴۰۳    | ۵۵ دقیقه |
| ۳۲   | عباس موزون                   | ۱۶ فروردین ۱۴۰۴  | ۵۳ دقیقه |
| ۳۳   | فریبا کوثری                  | ۱۷ فروردین ۱۴۰۴  | ۵۲ دقیقه |
| ۳۴   | نامی عبداللهی                | ۱۸ فروردین ۱۴۰۴  | ۴۷ دقیقه |
| ۳۵   | محمد مرندی                   | ۲۳ فروردین ۱۴۰۴  | ۵۲ دقیقه |
| ۳۶   | علیرضا دهقانی و محمود معصومی | ۲۴ فروردین ۱۴۰۴  | ۴۳ دقیقه |
| ۳۷   | هومن حاجی عبداللهی           | ۲۵ فروردین ۱۴۰۴  | ۵۳ دقیقه |
| ۳۸   | هوشنگ‌ صمدی                   | ۳۰ فروردین ۱۴۰۴  | ۵۱ دقیقه |
| ۳۹   | بهزاد عبدی                   | ۳۱ فروردین ۱۴۰۴  | ۵۷ دقیقه |
| ۴۰   | بیوک میرزایی و عباس محبی     | ۱ اردیبهشت ۱۴۰۴  | ۴۸ دقیقه |
| ۴۱   | ایرج راد                     | ۶ اردیبهشت ۱۴۰۴  | ۵۷ دقیقه |
| ۴۲   | محمدمهدی طهرانچی             | ۷ اردیبهشت ۱۴۰۴  | ۵۷ دقیقه |
| ۴۳   | گیتی خامنه                   | ۸ اردیبهشت ۱۴۰۴  | ۵۱ دقیقه |
| ۴۴   | مهدی خسروی                   | ۱۳ اردیبهشت ۱۴۰۴ | ۵۸ دقیقه |
| ۴۵   | اقبال واحدی                  | ۱۴ اردیبهشت ۱۴۰۴ | ۵۶ دقیقه |
| ۴۶   | علیرضا دبیر                  | ۱۵ اردیبهشت ۱۴۰۴ | ۵۷ دقیقه |
| ۴۷   | بهروز شعیبی                  | ۲۰ اردیبهشت ۱۴۰۴ | ۵۶ دقیقه |
| ۴۸   | نصرالله مدقالچی              | ۲۱ اردیبهشت ۱۴۰۴ | ۵۰ دقیقه |
| ۴۹   | حسن روشن                     | ۲۲ اردیبهشت ۱۴۰۴ | ۴۷ دقیقه |

## عوامل

### فصل اول
میزبان (مجری): کامران نجف‌زاده
بازیگران: محمود بصیری و جواد انصافی
خواننده تیتراژ پایانی: سینا حجازی

### فصل دوم
میزبان (مجری): کامران نجف‌زاده
بازیگر: جواد انصافی
خواننده تیتراژ پایانی: سینا حجازی